# Afroplocia sampsoni
Afroplocia sampsoni is een haft uit de familie Euthyplociidae. De wetenschappelijke naam van de soort is voor het eerst geldig gepubliceerd in 1937 door Barnard.
De soort komt voor in het Afrotropisch gebied.